# Elimas (Bíblia)

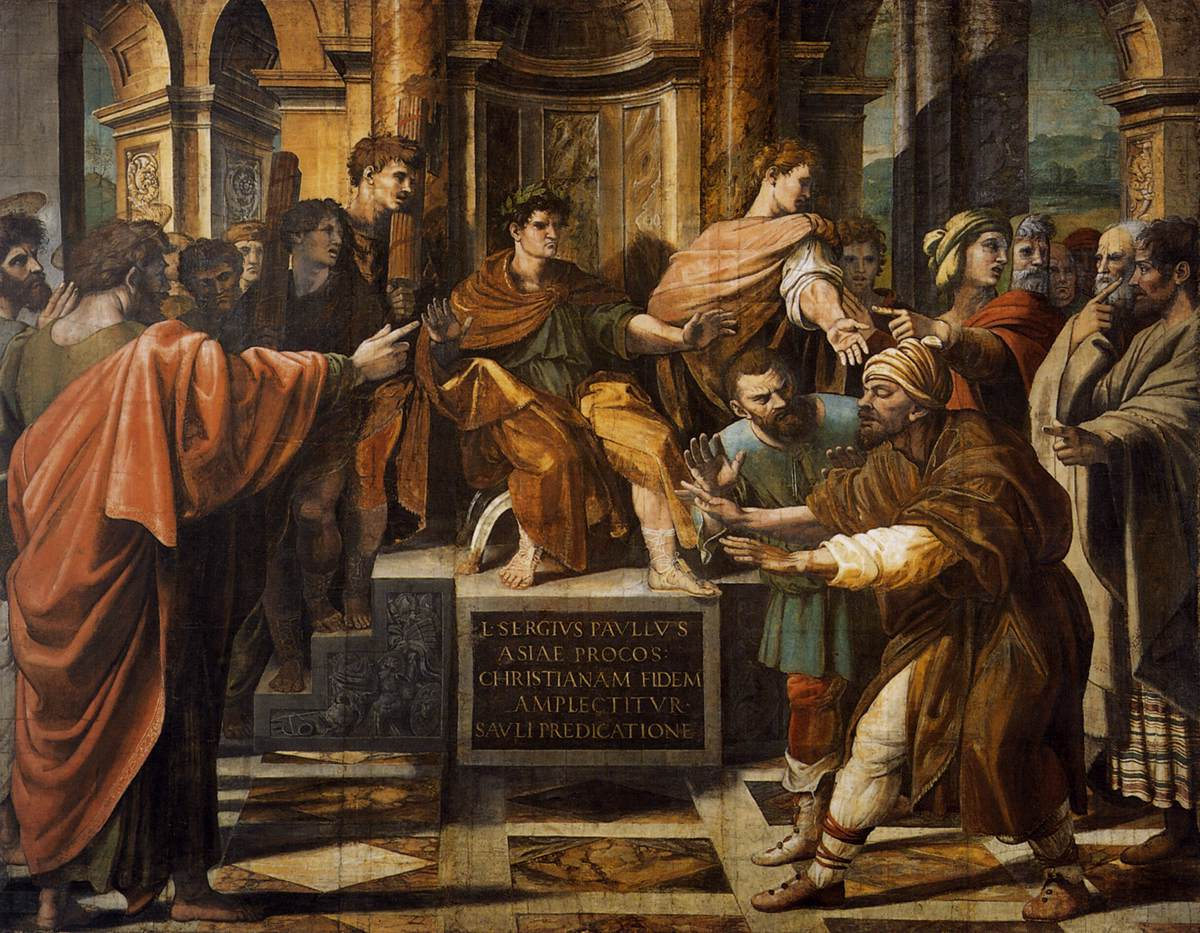
Elimas, o mago, é cegado perante Sérgio Paulo
Por Rafael Sanzio, atualmente no Victoria and Albert Museum em Londres.

Elimas ("sábio" em árabe) é um outro nome para Bar-Jesus (em aramaico: Bar-Yeshua; em latim: Bariesu - literalmente, "filho de Jesus"), um mago judeu que aparece no Novo Testamento nos Atos dos Apóstolos, capítulo 13 (Atos 13:8).
Os Atos dos apóstolos o chamam de Elimas, que acabou sendo traduzido para o português como "mago". Ele aparece confrontando Paulo de Tarso e Barnabé na cidade de Pafos, em Chipre, quando Sérgio Paulo, o procônsul romano, queria ouvir os apostolos sobre Jesus. Por causa deste confronto, Paulo diz que Deus decidiu torná-lo temporariamente cego e uma nuvem de trevas aparece imediatamente, bloqueando sua visão. Após este milagre, Sérgio Paulo se converte a Fé Cristã. Todos estes eventos ocorreram durante a primeira viagem missionária de Paulo.